# Grupa bijekcji
Grupa bijekcji, grupa symetryczna – grupa wszystkich bijekcji ustalonego zbioru z działaniem składania pełniącym rolę działania grupowego (i tożsamością jako elementem neutralnym; element odwrotny dany jest jako funkcja odwrotna).
Nazwa grupa symetryczna może mieć węższe znaczenie – oznaczać grupę permutacji, czyli bijekcji zbiorów skończonych. Grupy bijekcji zbioru {\displaystyle X} oznaczane są często. {\displaystyle \mathrm {S} (X),} choć stosuje się też inne oznaczenia, np. {\displaystyle \mathrm {Bij} (X)}, {\displaystyle \mathrm {Sym} (X),} czy {\displaystyle \Sigma _{X}.}
Liczba elementów (tj. rząd) grupy bijekcji zbioru {\displaystyle X} wynosi {\displaystyle |X|!;} w przypadku skończonym zapis ten należy rozumieć jako silnię, w nieskończonym jako {\displaystyle |X|!=2^{|X|}} (na podstawie twierdzenia Cantora–Bernsteina–Schrödera).
Ogólnie każdą grupę można rozumieć jako grupę bijekcji elementów zbioru, na którym została określona (tzw. twierdzenie Cayleya): w związku z tym wszystkie wyniki dotyczące grup bijekcji dotyczą również dowolnych grup abstrakcyjnych.

## Przykłady
- Jeśli {\displaystyle X=\varnothing } jest zbiorem pustym, to grupa bijekcji składa się z jednego elementu, {\displaystyle \varnothing \to \varnothing } (bijekcji pustej).
- Gdy {\displaystyle X=\mathbb {N} } jest zbiorem liczb naturalnych, to grupa bijekcji jest mocy continuum, gdyż {\displaystyle 2^{\mathbb {N} }={\mathfrak {c}}.}